# Omar Anas
Omar Anas (arabisch عمر أنس; geb. 1933 in Omdurman) ist ein ehemaliger sudanesischer Sportschütze.
Er trat bei den Olympischen Sommerspielen 1960 in Rom an. Mit dem Kleinkalibergewehr belegte er im Dreistellungskampf Rang 73 und im liegenden Anschlag Rang 82. Im Dreistellungskampf mit dem Freien Gewehr erreichte er Rang 37.